# 岩村田駅
岩村田駅（いわむらだえき）は、長野県佐久市岩村田にある、東日本旅客鉄道（JR東日本）小海線の駅である。

## 歴史
- 1915年（大正4年）8月8日：佐久鉄道 小諸 - 小海間の開通と同時に開業[1][4]。旅客・貨物の取り扱いを開始[5]。
- 1934年（昭和9年）9月1日：佐久鉄道を国有化し、鉄道省小海北線（→小海線）に編入[6]。同線の駅となる[7]。
- 1982年（昭和57年）7月15日：貨物の取り扱いを廃止[5]。
- 1984年（昭和59年）2月1日：荷物の扱いを廃止[5]。
- 1987年（昭和62年）4月1日：国鉄分割民営化により、JR東日本の駅となる[8]。
- 2022年（令和4年）
  - 2月28日：みどりの窓口の営業を終了[9]。
  - 3月1日：指定席券売機を導入[9]。
- 2024年（令和6年）6月：駅舎の建て替え工事に着手[10]。
- 2025年（令和7年）2月20日：新駅舎の使用を開始[11][10]。

## 駅構造
単式ホーム2面2線を持つ地上駅である。互いのホームは跨線橋で連絡している。以前は駅舎と反対側のホームは島式ホームとなっていた。
中込駅が管理し、ステーションビルMIDORIが受託する業務委託駅である。自動券売機と指定席券売機が設置されている。
開業当時は、祭事に合わせ、駅の南東側の柳町踏切付近に臨時停車場を設置していた。

### のりば
| 番線 | 路線    | 方向 | 行先                         |
| ---- | ------- | ---- | ---------------------------- |
| 1    | ■小海線 | 上り | 中込・小海・清里・小淵沢方面 |
| 2    | ■小海線 | 下り | 佐久平・小諸方面             |

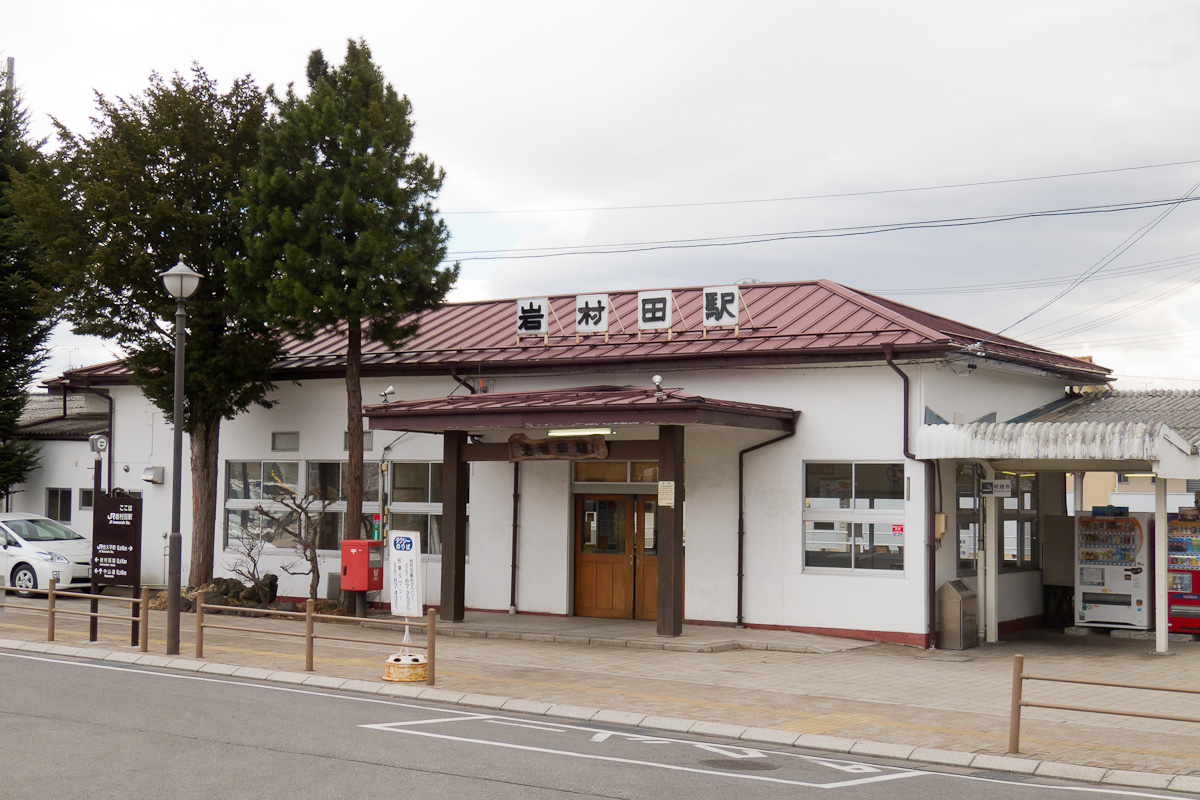
改修前の駅舎（2011年4月）
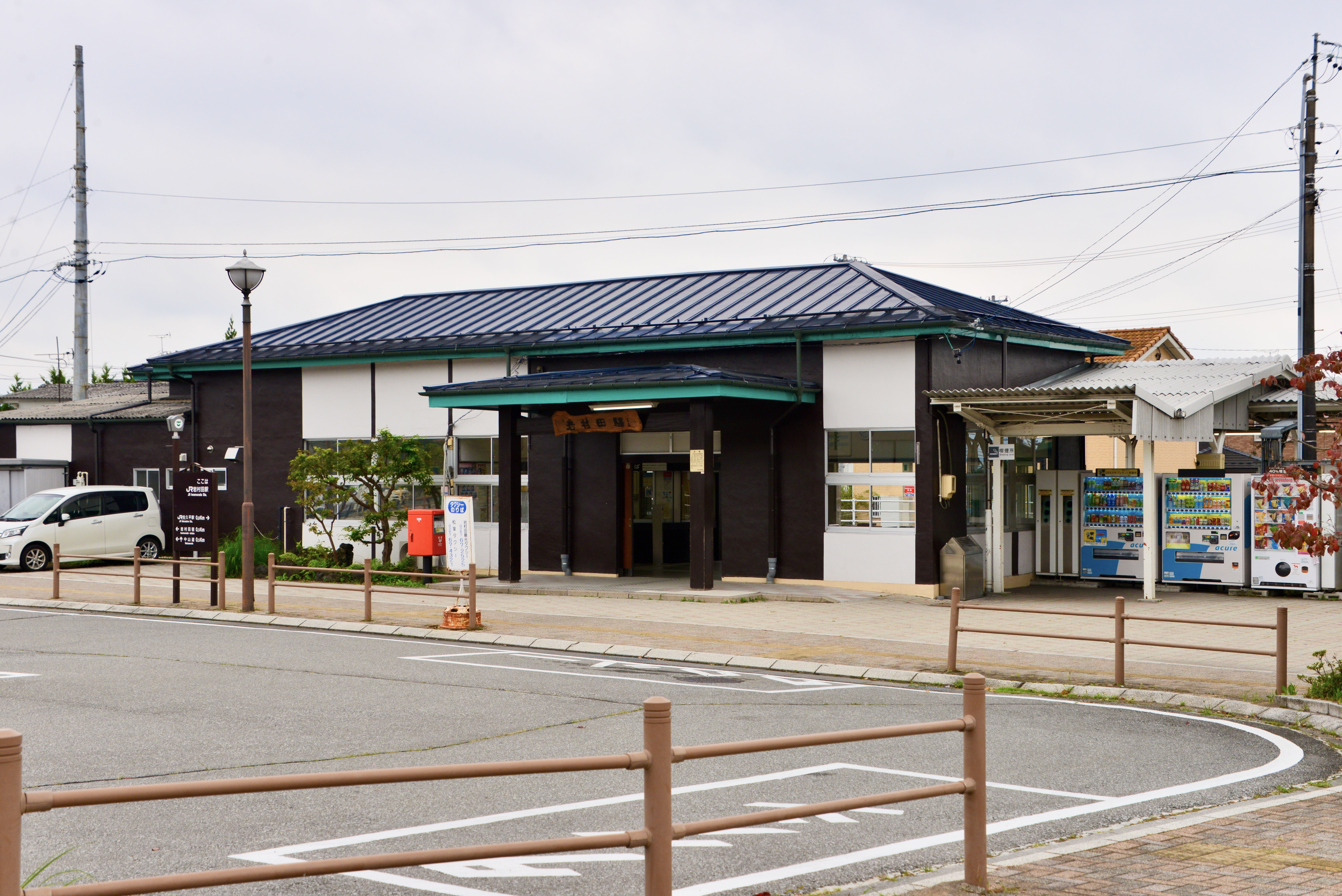
改修後の駅舎（2020年9月）
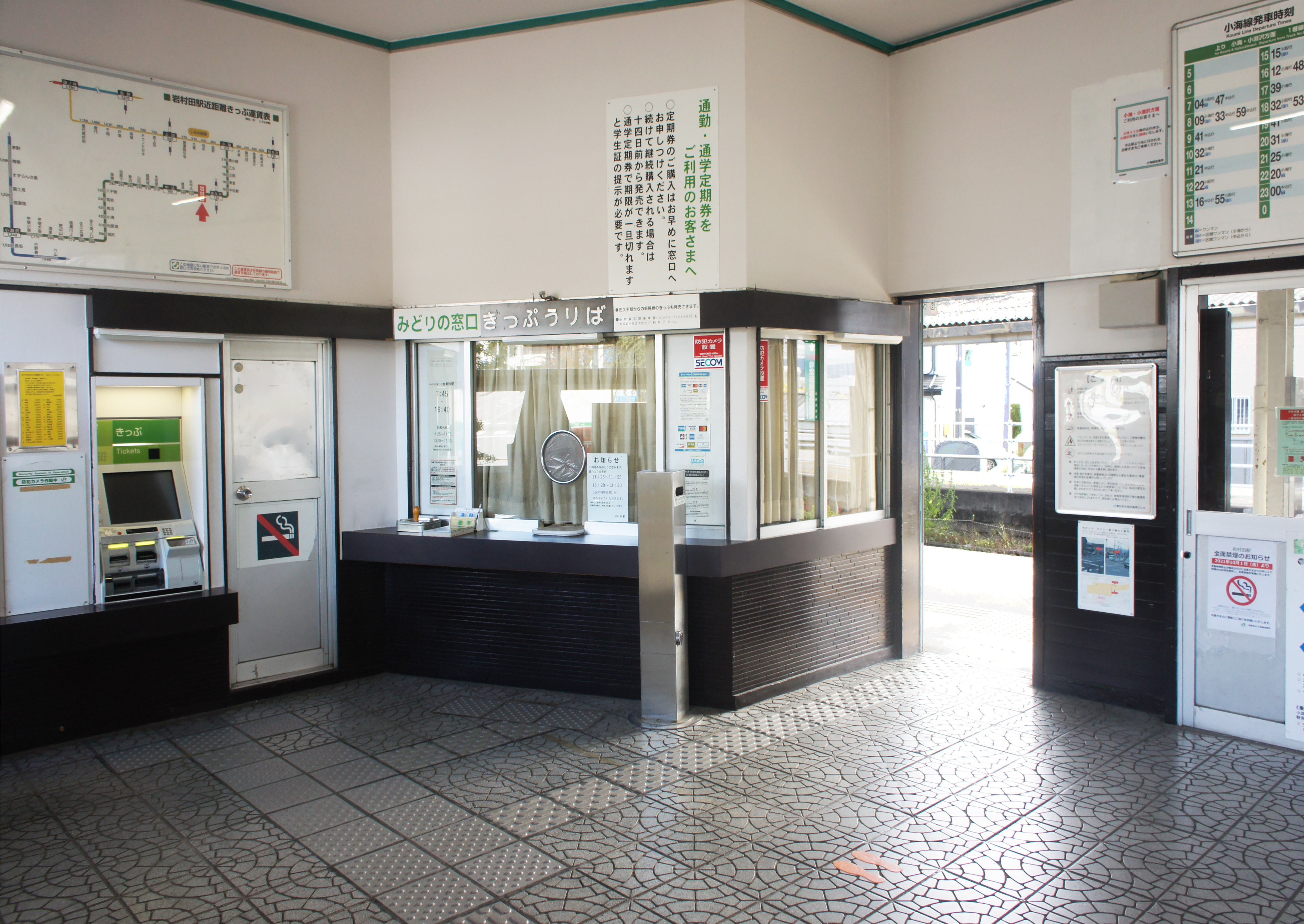
旧駅舎改札口（2021年10月）
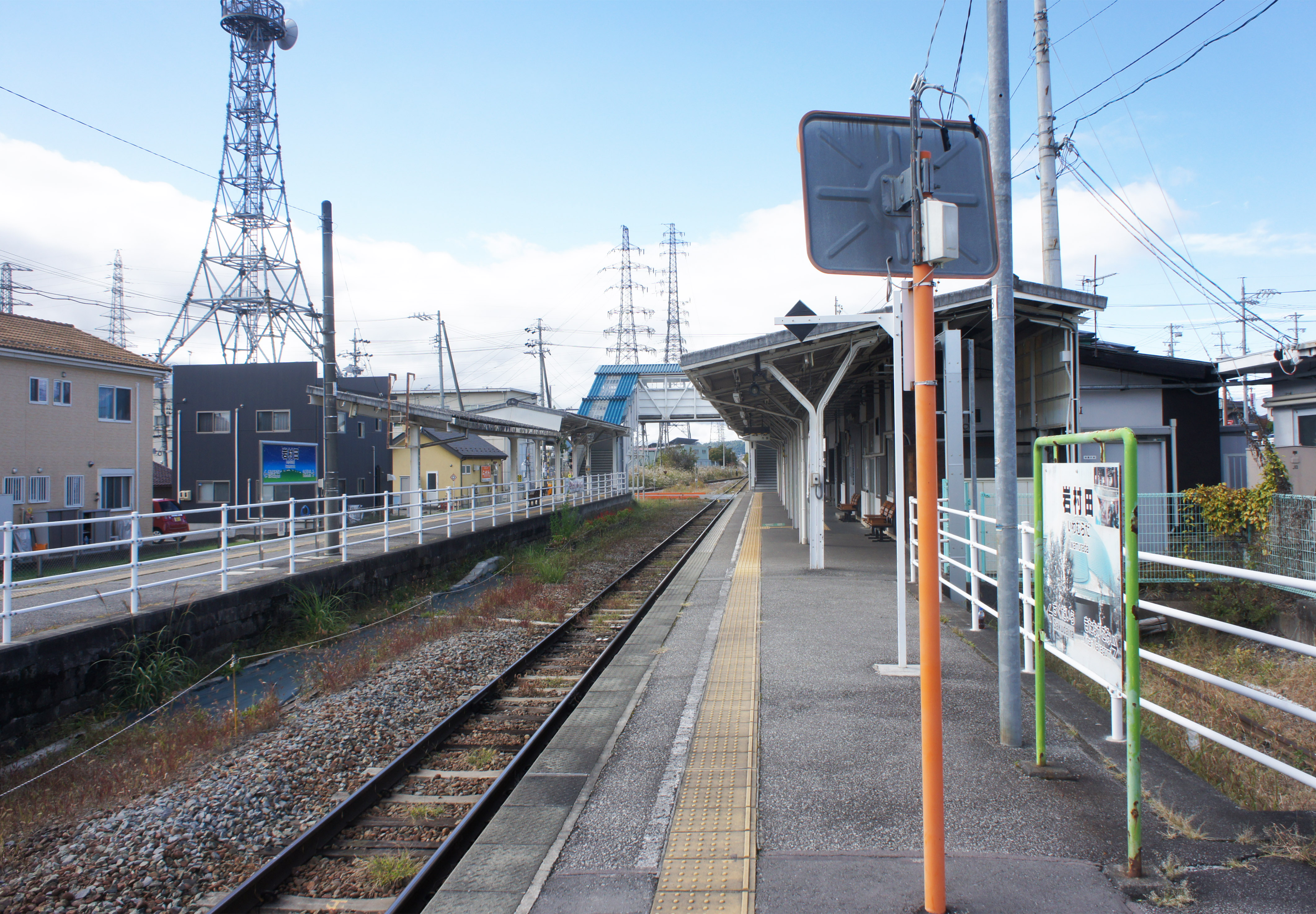
ホーム（2021年10月）

## 利用状況
JR東日本によると、2023年度（令和5年度）の1日平均乗車人員は1,127人である。
2000年度（平成12年度）以降の推移は以下のとおりである。
| 1日平均乗車人員推移 | 1日平均乗車人員推移 | 1日平均乗車人員推移 | 1日平均乗車人員推移 | 1日平均乗車人員推移   |
| 年度                | 定期外              | 定期                | 合計                | 出典                  |
| ------------------- | ------------------- | ------------------- | ------------------- | --------------------- |
| 2000年（平成12年）  |                     |                     | 1,683               | [ 利用客数 2 ]        |
| 2001年（平成13年）  |                     |                     | 1,634               | [ 利用客数 3 ]        |
| 2002年（平成14年）  |                     |                     | 1,564               | [ 利用客数 4 ]        |
| 2003年（平成15年）  |                     |                     | 1,536               | [ 利用客数 5 ]        |
| 2004年（平成16年）  |                     |                     | 1,367               | [ 利用客数 6 ]        |
| 2005年（平成17年）  |                     |                     | 1,328               | [ 利用客数 7 ]        |
| 2006年（平成18年）  |                     |                     | 1,278               | [ 利用客数 8 ]        |
| 2007年（平成19年）  |                     |                     | 1,307               | [ 1 ] [ 利用客数 9 ]  |
| 2008年（平成20年）  |                     |                     | 1,288               | [ 利用客数 10 ]       |
| 2009年（平成21年）  |                     |                     | 1,224               | [ 1 ] [ 利用客数 11 ] |
| 2010年（平成22年）  |                     |                     | 1,190               | [ 3 ] [ 利用客数 12 ] |
| 2011年（平成23年）  |                     |                     | 1,211               | [ 利用客数 13 ]       |
| 2012年（平成24年）  | 151                 | 1,081               | 1,233               | [ 利用客数 14 ]       |
| 2013年（平成25年）  | 146                 | 1,116               | 1,263               | [ 利用客数 15 ]       |
| 2014年（平成26年）  | 146                 | 1,060               | 1,207               | [ 利用客数 16 ]       |
| 2015年（平成27年）  | 173                 | 1,084               | 1,257               | [ 利用客数 17 ]       |
| 2016年（平成28年）  | 181                 | 1,069               | 1,251               | [ 利用客数 18 ]       |
| 2017年（平成29年）  | 166                 | 1,095               | 1,261               | [ 利用客数 19 ]       |
| 2018年（平成30年）  | 170                 | 1,144               | 1,314               | [ 利用客数 20 ]       |
| 2019年（令和元年）  | 144                 | 1,088               | 1,233               | [ 利用客数 21 ]       |
| 2020年（令和02年）  | 108                 | 987                 | 1,095               | [ 利用客数 22 ]       |
| 2021年（令和03年）  | 113                 | 954                 | 1,067               | [ 利用客数 23 ]       |
| 2022年（令和04年）  | 117                 | 960                 | 1,077               | [ 利用客数 24 ]       |
| 2023年（令和05年）  | 123                 | 1,004               | 1,127               | [ 利用客数 1 ]        |

## 駅周辺
- 長野県岩村田高等学校[1]
- 長野県佐久平総合技術高等学校
- 佐久長聖中学校・高等学校[1]
- 佐久市立浅間中学校
- 佐久警察署[1]
- 長野地方検察庁佐久支部
- 佐久税務署
- 岩村田郵便局
- 岩村田本町郵便局
- 佐久市役所浅間出張所
- 岩村田商店街
- 佐久市立国保浅間総合病院[1]
- 佐久市子ども未来館[1]
- 西念寺
- 龍雲寺
- 大井法華堂
- 若宮八幡神社
- 佐久ホテル
- 中山道岩村田宿

## バス路線
駅前バス停に停車する。
- 千曲バス
  - 中仙道線[14] - 佐久医療センター・中込駅、立科町役場・蓼科高校方面
  - 佐久御代田線 - 小田井中央・御代田駅、浅間総合病院方面
- JRバス関東
  - 高速バス - 東京新宿方面

※佐久市循環バスは2021年（令和3年）9月30日をもって廃止となっている。

## その他
当駅のスタンプの図柄に鼻顔稲荷神社が採用されている（当駅から徒歩15分）。

## 隣の駅
※臨時快速「HIGH RAIL 1375」の隣の停車駅については、「HIGH RAIL 1375」を参照のこと。
東日本旅客鉄道（JR東日本）
■小海線
北中込駅 - 岩村田駅 - 佐久平駅

### 記事本文
1. 1 2 3 4 5 6 7 8 9 10 11 12 13 14 15 16 17  信濃毎日新聞社出版部『長野県鉄道全駅 増補改訂版』信濃毎日新聞社、2011年7月24日、139頁。ISBN 9784784071647。
2. 1 2  “駅業務委託｜駅ビジネス事業｜事業紹介｜生鮮市場JCなど運営 株式会社ステーションビルMIDORI”.   ステーションビルMIDORI. 2022年4月1日閲覧。
3. 1 2 3 4 5  『週刊 JR全駅・全車両基地』 12号 大宮駅・野辺山駅・川原湯温泉駅ほか92駅、朝日新聞出版〈週刊朝日百科〉、2012年10月28日、27頁。
4. ↑  「軽便鉄道運輸開始」『官報』1915年8月19日（国立国会図書館デジタルコレクション）
5. 1 2 3  石野哲 編『停車場変遷大事典 国鉄・JR編 II』（初版）JTB、1998年10月1日、204頁。ISBN 978-4-533-02980-6。
6. ↑  大蔵省印刷局, ed (1934‐08-25). “鉄道省告示 第395号”. 官報 (国立国会図書館デジタルコレクション) (2296).
7. ↑  大蔵省印刷局, ed (1934‐08-25). “鉄道省告示 第396号”. 官報 (国立国会図書館デジタルコレクション) (2296).
8. ↑  曽根悟（監修） 著、朝日新聞出版分冊百科編集部 編『週刊 歴史でめぐる鉄道全路線 国鉄・JR』 3号 飯田線・身延線・小海線、朝日新聞出版〈週刊朝日百科〉、2009年7月26日、27頁。
9. 1 2  “駅の情報（岩村田駅）：JR東日本”.   東日本旅客鉄道. 2022年2月1日時点のオリジナルよりアーカイブ。2022年2月1日閲覧。
10. 1 2  『小海線「岩村田駅」の建替えを行います』（PDF）（プレスリリース）東日本旅客鉄道長野支社、2024年4月25日。オリジナルの2024年4月25日時点におけるアーカイブ。2024年4月25日閲覧。
11. ↑  『岩村田駅新駅舎完成セレモニーの開催について』（PDF）（プレスリリース）東日本旅客鉄道長野支社、2025年2月14日。2025年2月15日閲覧。
12. ↑  佐久市志編纂委員会編纂『佐久市志 民俗編 上』佐久市志刊行会、1990年、138ページ。
13. 1 2  “JR東日本：駅構内図・バリアフリー情報（岩村田駅）”.   東日本旅客鉄道. 2025年6月4日閲覧。
14. ↑  “路線バス：令和5年4月1日の時刻改正につきまして”.   千曲バス. 2025年6月4日閲覧。
15. ↑  佐久市循環バス北循環線：令和3年10月1日運行廃止[リンク切れ]

### 利用状況
1. 1 2  “各駅の乗車人員（2023年度）”.   東日本旅客鉄道. 2024年7月21日閲覧。
2. ↑  “各駅の乗車人員（2000年度）”.   東日本旅客鉄道. 2019年4月13日閲覧。
3. ↑  “各駅の乗車人員（2001年度）”.   東日本旅客鉄道. 2019年4月13日閲覧。
4. ↑  “各駅の乗車人員（2002年度）”.   東日本旅客鉄道. 2019年4月13日閲覧。
5. ↑  “各駅の乗車人員（2003年度）”.   東日本旅客鉄道. 2019年4月13日閲覧。
6. ↑  “各駅の乗車人員（2004年度）”.   東日本旅客鉄道. 2019年4月13日閲覧。
7. ↑  “各駅の乗車人員（2005年度）”.   東日本旅客鉄道. 2019年4月13日閲覧。
8. ↑  “各駅の乗車人員（2006年度）”.   東日本旅客鉄道. 2019年4月13日閲覧。
9. ↑  “各駅の乗車人員（2007年度）”.   東日本旅客鉄道. 2019年4月13日閲覧。
10. ↑  “各駅の乗車人員（2008年度）”.   東日本旅客鉄道. 2019年4月13日閲覧。
11. ↑  “各駅の乗車人員（2009年度）”.   東日本旅客鉄道. 2019年4月13日閲覧。
12. ↑  “各駅の乗車人員（2010年度）”.   東日本旅客鉄道. 2019年4月13日閲覧。
13. ↑  “各駅の乗車人員（2011年度）”.   東日本旅客鉄道. 2019年4月13日閲覧。
14. ↑  “各駅の乗車人員（2012年度）”.   東日本旅客鉄道. 2019年4月13日閲覧。
15. ↑  “各駅の乗車人員（2013年度）”.   東日本旅客鉄道. 2019年4月13日閲覧。
16. ↑  “各駅の乗車人員（2014年度）”.   東日本旅客鉄道. 2019年4月13日閲覧。
17. ↑  “各駅の乗車人員（2015年度）”.   東日本旅客鉄道. 2019年4月13日閲覧。
18. ↑  “各駅の乗車人員（2016年度）”.   東日本旅客鉄道. 2019年4月13日閲覧。
19. ↑  “各駅の乗車人員（2017年度）”.   東日本旅客鉄道. 2019年4月13日閲覧。
20. ↑  “各駅の乗車人員（2018年度）”.   東日本旅客鉄道. 2019年7月24日閲覧。
21. ↑  “各駅の乗車人員（2019年度）”.   東日本旅客鉄道. 2020年7月18日閲覧。
22. ↑  “各駅の乗車人員（2020年度）”.   東日本旅客鉄道. 2021年7月29日閲覧。
23. ↑  “各駅の乗車人員（2021年度）”.   東日本旅客鉄道. 2022年8月12日閲覧。
24. ↑  “各駅の乗車人員（2022年度）”.   東日本旅客鉄道. 2023年7月11日閲覧。